# Rassemblement pour la démocratie et le progrès (Namibie)
Pour les articles homonymes, voir Rassemblement pour la démocratie et le progrès.
Le Rassemblement pour la démocratie et le progrès, (en anglais : Rally for Democracy and Progress - RDP) est un parti politique namibien. 

## Histoire

### Création
Il a été créé le 17 novembre 2007 par Hidipo Hamutenya et Jesaya Nyamu, deux anciens ministres et dirigeants du parti au pouvoir, la SWAPO. En 2004, Hamutenya avait, sans succès, tenté d'obtenir l'investiture de la SWAPO en vue de l'élection présidentielle. À sa création, le RDP a été perçu comme un défi majeur lancé contre le parti au pouvoir depuis l'accession du pays à l'indépendance en 1990.
Lors d'un meeting organisé le 19 janvier 2008, la secrétaire générale de la SWAPO Pendukeni Iivula-Ithana a accusé le RDP de répandre des mensonges et de promouvoir le tribalisme. Début août 2008, elle accuse le RDP d'être un parti tribaliste prenant pour cibles les Oukwanyama dans la région d'Ohangwena".

### La conférence de 2008 et les critiques contre Robert Mugabe
En décembre 2008, le RDP organise sa première conférence nationale. Hamutenya est officiellement nommé au poste de chef du parti en présence d'autres responsables comme Steve Bezuidenhout, Jesaya Nyamu et Agnes Limbo. S'exprimant sur la crise au Zimbabwe, Hamutenya déclare que « la crise zimbabwéenne s'explique par la faute d'un homme et le régime ne devrait pas se maintenir plus longtemps. Il a mené à la pauvreté et la souffrance ».

### Les élections de 2009
Le RDP obtient 11 % des votes et 8 sièges l'Assemblée nationale lors des élections générales de 2009. Le chef du parti et candidat à la présidence, Hidipo Hamutenya, obtient 10,91 % des voix. Le RDP et huit autres partis d'opposition contestent les résultats et déposent un recours devant la Cour suprême afin d'obtenir l'annulation du scrutin. La Cour rejette le recours. Les huit députés du RDP à l'Assemblée nationale sont Hidipo Hamutenya, Steve Bezuidenhout, Jesaya Nyamu, Agnes Limbo, Anton von Wietersheim, Kandy Nehova, Peter Naholo et Heiko Lucks.

### Les élections régionales de 2010, le boycott de l'Assemblée nationale et la fusion
En mars 2010, le RDP choisit de boycotter la cérémonie d'investiture de l'Assemblée nationale de Namibie dans l'attente de la décision de la Cour suprême sur le recours déposé par les partis d'opposition. Les huit députés du RDP acceptent finalement de siéger à l'Assemblée le 14 septembre 2010.
Le 8 septembre 2010, le RDP entame le processus d'incorporation du Parti républicain dirigé par Henk Mudge. Les deux partis s'engagent à travailler ensemble en vue des élections régionales de novembre 2010 et des élections locales.